# Глисон, Генри Аллан (младший)
Генри Аллан Глисон — младший (англ. Henry Allan Gleason, Jr.; 18 апреля 1917 — 13 января 2007, Эль-Пасо, Техас, США) — американский и канадский лингвист, профессор Университета Торонто, сын биолога Г. Глисона. Работал в области дескриптивной лингвистики.
Глисон поступил 1938 году в Хартфордскую семинарию, в 1946 году получил степень доктора.
Получил известность как автор работы «Введение в дескриптивную лингвистику» (англ. Introduction to Descriptive Linguistics; на русском языке издана в 1959). Приложением к книге была «Рабочая тетрадь по дескриптивной лингвистике», содержавшая практические упражнения (лингвистические задачи) для студентов по изучению языка в полевых условиях. Упражнения были основаны на данных языков самых различных языковых семей.
Одним из хобби Глисона-младшего была миссионерская деятельность, он был членом Американского библейского общества, пастором общины англ. Fancy Gap и в молодости служил миссионером в Аппалачах и Пенджабе. Увлекался изучением церковной истории.